# أبلج (اسم)
أَبْلَج هو اسم علم مذكر من أصل عربي، وجاء الاسم على صيغة أفعل، ومعناه المشرق، المضيء، الواضح.

## الأصل اللغوي
لفظ أبْلَج هو من المصدر بلج. البُلجَة والبَلَجُ: تباعدُ ما بين الحاجبين؛ وقيل: ما بين الحاجبين إِذا كان نَقِيًّا من الشعر؛ بَلِجَ بَلَجًا، فهو أَبْلَج، والأُنثى بَلْجاء. وقيل: الأَبْلَجُ الأَبيضُ الحسَنُ الواسعُ الوجه، يكون في الطول والقصر. وفي حديث أُمِّ معبد في صفة النبي ﷺ، : أَبْلَجُ الوجهِ أَي مُسْفِرهُ مُشْرِقُه، ولم تُرِدْ بَلَجَ الحاجِبِ لأَنها تَصِفُه بالقَرَنِ. والأَبْلَجُ: الذي قد وَضَح ما بين حاجبيه فلم يقترنا. ابن شميل: بَلِجَ الرجلُ يَبْلَجُ إِذا وَضَحَ ما بين عينيه، ولم يكن مقرون الحاجبين، فهو أَبْلَجُ. والأَبْلَدُ إِذا لم يكن أَقْرَنَ. ويقال للرجلِ الطَّلْقِ الوجهِ: أَبْلَجُ وبَلْجٌ. ورجل أَبْلَجُ وبَلْجٌ وبَلِيجٌ: طَلْقٌ بالمعروفِ؛ قالت الخنساء:كَأَنْ لَمْ يَقُلْ: أَهْلًا، لطالِبِ حاجةٍ، وكان بَلِيجَ الوجهِ، مُنْشَرِحَ الصَّدْرِ وشيء بليج: مشرق مضيء؛ قال الداخل بن حرام الهذلي: بِأَحْسَنَ مَضْحَكًا منها وجِيدًا، غَداةَ الحَجْرِ، مَضْحَكُها بَليجُ والبُلْجَةُ: ما خلف العارض إِلى الأُذن ولا شعر عليه. والبُلْجَةُ والبَلْجَةُ: آخر الليل عند انصداع الفجر. يقال: رأَيت بُلْجَةَ الصبح إِذا رأَيت ضَوْءَهُ. وفي الحديث: ليلة القَدْرِ بَلْجَةٌ أَي مشرقة. والبَلْجَةُ، بالفتح، ويالبُلْجَةُ، بالضم: ضَوْءُ الصبح وبَلَجَ الصُّبْحُ يَبْلُجُ، بالضم، بُلُوجًا، وانْبَلَجَ، وتَبَلَّجَ: أَسْفَرَ وأَضاء. وتَبَلَّجَ الرجل إِلى الرجل: ضحك وهَشَّ. والبَلَجُ: الفَرَحُ والسرور، وهو بَلْجٌ، وقد بَلِجَتْ صدورُنا. الأَصمعي: بَلِجَ بالشيء وثَلِجَ إِذا فرح، وقد أَبْلَجَني وأَثْلَجَني. وابْلاجَّ الشيءُ: أَضاء. وأَبْلَجَتِ الشمسُ: أَضاءَت. وأَبْلَجَ الحَقُّ: ظهر؛ ويقال: هذا أَمْرٌ أَبْلَجُ أَي واضح؛ وقد أَبَْلَجَهُ: أَوضحه، ومنه قوله: أَلحَقُّ أَبْلَجُ، لا تَخْفَى مَعالِمُهُ، كالشَّمْسِ تَظْهَرُ في نورٍ وإِبْلاجِ والبُلُوجُ: الإِشراقُ. وصُبْحٌ أَبْلَجُ بَيِّنُ البَلَجِ أَي مشرق مضيء؛ قال العجاج: حتى بَدَتْ أَعناقُ صُبْحٍ أَبْلَجا وكذلك الحق إِذا اتضح؛ يقال: الحقُّ أَبْلَجُ، والباطل لَجْلَجٌ. وكل شيء وَضَحَ: فقد ابْلاجَّ ابْلِيجاجًا. والبُلْجَةُ: الاسْتُ، وفي كتاب كراع: البَلْجَةُ، بالفتح، الاست، قال: وهي البَلْحَةُ، بالحاء. وبَلْجٌ وبَلاَّجٌ وبالِجٌ: أَسماء.